# Quimisorción
La quimisorción es un tipo de adsorción que implica una reacción química entre la superficie y el adsorbato. Se generan nuevos enlaces químicos en la superficie del adsorbente. Los ejemplos incluyen fenómenos macroscópicos que pueden ser muy obvios, como la corrosión, y efectos más sutiles asociados con la catálisis heterogénea, donde el catalizador y los reactivos se encuentran en diferentes fases. La fuerte interacción entre el adsorbato y la superficie del sustrato crea nuevos tipos de enlaces electrónicos.
En contraste con la quimisorción, hay fisisorción, que deja intactas las especies químicas del adsorbato y la superficie. Se acepta convencionalmente que el umbral energético que separa la energía de unión de "fisisorción" de la de "quimisorción" es de aproximadamente 0,5 eV por especie adsorbida.
Debido a la especificidad, la naturaleza de la quimisorción puede diferir mucho, dependiendo de la identidad química y las propiedades estructurales de la superficie. El enlace entre el adsorbato y el adsorbente en la quimisorción es iónico o covalente.

## Usos
Un ejemplo importante de quimisorción es la catálisis heterogénea que implica moléculas que reaccionan entre sí mediante la formación de intermedios quimisorbidos. Después de que las especies quimisorbidas se combinan (formando enlaces entre sí), el producto se desorbe de la superficie.

La hidrogenación de un alqueno sobre un catalizador sólido implica la quimisorción de las moléculas de hidrógeno y alqueno, que forman enlaces con los átomos de la superficie.

## Monocapas autoensambladas
Las monocapas autoensambladas (SAM) están formadas por reactivos quimisorbentes con superficies metálicas. Un ejemplo famoso es el de los tioles (RS-H) que se adsorben en la superficie del oro. Este proceso forma enlaces y comunicados de H2 Au-SR fuertes. Los grupos SR densamente empaquetados protegen la superficie.

## Quimisorción de la superficie del gas

### Cinética de adsorción
Como ejemplo de adsorción, la quimisorción sigue al proceso de adsorción. La primera etapa consiste en que la partícula adsorbida entre en contacto con la superficie. La partícula debe quedar atrapada en la superficie al no poseer suficiente energía para dejar el potencial de pozo de la superficie del gas. Si choca elásticamente con la superficie, volverá al gas a granel. Si pierde suficiente impulso a través de una colisión inelástica, entonces se "pega" a la superficie, formando un estado precursor unido a la superficie por fuerzas débiles, similar a la fisisorción. La partícula se difunde en la superficie hasta que encuentra un pozo de potencial de quimisorción profundo. Entonces reacciona con la superficie o simplemente se desorbe después de suficiente energía y tiempo.
La reacción con la superficie depende de las especies químicas involucradas. Aplicando la ecuación de energía de Gibbs para reacciones:
{\displaystyle \Delta G=\Delta H-T\Delta S}
La termodinámica general establece que para reacciones espontáneas a temperatura y presión constantes, el cambio de energía libre debería ser negativo. Dado que una partícula libre está restringida a una superficie, y a menos que el átomo de la superficie sea muy móvil, la entropía se reduce. Esto significa que el término de entalpía debe ser negativo, lo que implica una reacción exotérmica.
La fisisorción se da como potencial de Lennard-Jones y la quimisorción se da como potencial de Morse. Existe un punto de cruce entre la fisisorción y la quimisorción, es decir, un punto de transferencia. Puede ocurrir por encima o por debajo de la línea de energía cero (con una diferencia en el potencial de Morse, a), lo que representa un requisito de energía de activación o una falta de la mayoría de los gases simples en superficies metálicas limpias carecen del requisito de energía de activación.

### Modelado
Para configuraciones experimentales de quimisorción, la cantidad de adsorción de un sistema particular se cuantifica mediante un valor de probabilidad de adherencia.
Sin embargo, la quimisorción es muy difícil de teorizar. Se usa una superficie de energía potencial multidimensional (PES) derivada de la teoría del medio efectivo para describir el efecto de la superficie sobre la absorción, pero solo se usan ciertas partes de ella dependiendo de lo que se vaya a estudiar. Un ejemplo simple de un PES, que toma el total de la energía en función de la ubicación:
{\displaystyle E(\{R_{i}\})=E_{el}(\{R_{i}\})+V_{\text{ion-ion}}(\{R_{i}\})}
donde {\displaystyle E_{el}} es el valor propio de energía de la ecuación de Schrödinger para los grados electrónicos de libertad y {\displaystyle V_{ion-ion}} son las interacciones de los iones. Esta expresión es sin energía de traslación, energía de rotación, excitaciones vibratorias y otras consideraciones similares.
Existen varios modelos para describir las reacciones de superficie: el mecanismo de Langmuir-Hinshelwood en el que se adsorben ambas especies que reaccionan, y el mecanismo de Eley-Rideal en el que una se adsorbe y la otra reacciona con ella.
Los sistemas reales tienen muchas irregularidades, lo que dificulta los cálculos teóricos:
- Las superficies sólidas no están necesariamente en equilibrio.
- Pueden ser perturbados e irregulares, defectos y tal.
- Distribución de energías de adsorción y sitios de adsorción extraños.
- Se forman enlaces entre los adsorbatos.

En comparación con la fisisorción donde los adsorbatos simplemente se asientan en la superficie, los adsorbatos pueden cambiar la superficie, junto con su estructura. La estructura puede pasar por relajación, donde las primeras capas cambian las distancias entre planos sin cambiar la estructura de la superficie, o reconstrucción donde se cambia la estructura de la superficie. Se ha observado una transición directa de la fisisorción a la quimisorción al unir una molécula de CO a la punta de un microscopio de fuerza atómica y medir su interacción con un solo átomo de hierro.
Por ejemplo, el oxígeno puede formar enlaces muy fuertes (~4 eV) con metales, como Cu (110). Esto viene con la ruptura de los enlaces superficiales al formar enlaces superficie-adsorbato. Se produce una gran reestructuración al faltar una fila.

### Quimisorción por disociación
Una marca particular de quimisorción de la superficie del gas es la disociación de moléculas de gas diatómico, como hidrógeno, oxígeno y nitrógeno. Un modelo utilizado para describir el proceso es la mediación precursora. La molécula absorbida se adsorbe sobre una superficie en un estado precursor. Luego, la molécula se difunde a través de la superficie hasta los sitios de quimisorción. Rompen el enlace molecular a favor de nuevos enlaces a la superficie. La energía para superar el potencial de activación de la disociación generalmente proviene de la energía de traslación y la energía vibratoria.
Un ejemplo es el sistema de hidrógeno y cobre, que se ha estudiado muchas veces. Tiene una gran energía de activación de .35 - .85 eV. La excitación vibratoria de la molécula de hidrógeno promueve la disociación en superficies de cobre de bajo índice.